# Taurorcus mourei
Taurorcus mourei là một loài bọ cánh cứng trong họ Cerambycidae.